# Leon Lishner
Leon Lishner (New York, 4 luglio 1913 – Seattle, 21 novembre 1995) è stato un basso-baritono e insegnante statunitense. È stato associato in particolare alle opere di Gian Carlo Menotti, avendo creato parti in prima mondiale di quattro opere del compositore. Si è esibito in molte produzioni con la New York City Opera e il NBC Opera Theatre negli anni '50 e nei primi anni '60.

## Biografia
Nato a New York, Lishner era figlio di ebrei russi immigrati negli Stati Uniti. Conseguì diplomi in musica al City College di New York e alla Juilliard School. Nel 1942-1943 fu ingaggiato dalla Philadelphia Opera Company di Sylvan Levin, dove interpretò i ruoli di Arkel in Pelléas et Mélisande, Colline in La bohème, Doctor Blind in Il pipistrello e Doctor Bartolo in Le nozze di Figaro. Dopo essere apparso in ruoli secondari in diverse opere con una varietà di compagnie, la sua prima parte importante su un palcoscenico fu il capo della polizia nella prima mondiale a Filadelfia de Il console di Gian Carlo Menotti nel 1950. Continuò con la produzione quando si trasferì a Broadway in seguito quell'anno. Riprese la parte anche nel 1953 in concerto con l'Orchestra di Philadelphia e nel 1957 al Public Garden di Boston.
Dopo il successo di critica de Il Console, Menotti fu invitato dalla NBC a comporre un'opera per la televisione che doveva essere eseguita dal  NBC Opera Theatre (NBCOT), appena creato. Ne è risultata l'opera di Natale di grande successo Amahl e i visitatori notturni, che fu per la prima volta alla vigilia di Natale del 1951 in una trasmissione nazionale a milioni di persone. Per questa produzione Menotti unì le forze di molti dei cantanti de Il Console, compreso Lishner che fu scelto nel ruolo del re Baldassarre. Continuò a interpretare quel ruolo, insieme agli altri membri del cast originale di adulti, per le trasmissioni televisive annuali dal vivo fino al 1964. Fecero anche tournée nazionali annuali di Amahl, esibendosi con orchestre sinfoniche in concerti negli Stati Uniti.
Lishner creò ruoli in altre due opere di Menotti. Interpretò Don Marco in The Saint of Bleecker Street di Menotti, che debuttò a Broadway nel 1954. Nel 1963 ha interpretato il ruolo di The Desk Clerk / Death in Labyrinth di Menotti, anch'esso commissionato dalla NBCOT. Cantò in molte altre produzioni per la NBC Opera, tra cui John Claggart in Billy Budd di Benjamin Britten (1952), Osmin in Il ratto dal serraglio di Wolfgang Amadeus Mozart (1954) e Napoleone Bonaparte in Guerra e pace di Sergei Prokofiev (1957). Ha anche interpretato la parte parlante di Stepan nella prima mondiale di The Marriage (1953) di Bohuslav Martinů per la NBC.
Nell'agosto del 1953 Lishner fece il suo debutto con la Central City Opera nei panni di Herr Reich in The Merry Wives of Windsor di Otto Nicolai. Poco dopo entrò nello staff degli artisti della New York City Opera (NYCO); debuttò con la compagnia nell'ottobre del 1953 come Dottor Grenvil ne La traviata di Giuseppe Verdi. Con la NYCO cantò in particolare parti nelle anteprime degli Stati Uniti di Der Prozeß di Gottfried von Einem e Regina di Marc Blitzstein (Ben Hubbard, 1953). Ebbe un trionfo particolare al NYCO nel 1958 come Sir Morosus in La donna silenziosa di Richard Strauss. Alcuni degli altri ruoli che cantò con la compagnia sono stati Alcindoro ne La bohème (1955), Carlino in Don Pasquale (1955), Herr Reich (1955) e Osmin (1958).
Nel 1955 Lishner interpretò il ruolo di Vodník in Rusalka di Antonín Dvořák al municipio diretto da  Peter Herman Adler. Nel 1956 cantò il ruolo di Daniel Webster in The Mother of Us di Virgil Thomson con Shirlee Emmons nella sua interpretazione vincitrice di un Obie Award di Susan B. Anthony al Phoenix Theater. Nel 1966 interpretò la parte del Dr Kolenatý nella prima statunitense di L'affare Makropulos di Leoš Janáček alla San Francisco Opera. Nel 1972 interpretò il ruolo di Rambaldo Fernandez ne La Rondine per la Philadelphia Lyric Opera Company con Anna Moffo come Magda de Civry.
Lishner è stato membro della facoltà di musica dell'Università di Washington dal 1964 al 1979. Il compositore Carol Sams lo scelse come Dio nella sua opera Heaven. Morì a Seattle all'età di 82 anni.